# Железничка станица Мршинци
Железничка станица Мршинци је од железничких станица на прузи Краљево–Пожега. Налази се у насељу Мршинци у граду Чачку. Пруга се наставља у једном смеру ка Заблаћу и у другом према према Самаили. Железничка станица Мршинци састоји се из 3 колосека.